# 夏鹏
夏鹏（1960年—），福建寿宁人，汉族，中华人民共和国政治人物、第十二届全国人民代表大会福建地区代表。
毕业于中国政法大学经济法专业。2013年，担任全国人大代表。